# كارولين أبيت
كارولين أبيت (بالإنجليزية: Carolyn Abbate)‏ هي صحفية الموسيقى أمريكية، ولدت في 20 نوفمبر 1956.